# Điều ước cuối của tù nhân 2037
Điều ước cuối của tù nhân 2037 (tiếng Hàn: 이공삼칠; Romaja: Igongsamchil; dịch nghĩa đen: "Two Zero Three Seven") là phim Hàn Quốc năm 2022 của đạo diễn bởi Mo Hong-jin. Bộ phim tâm lý tình người lấy bối cảnh giữa các nữ tù nhân, mô tả câu chuyện của những người lớn muốn gửi gắm hy vọng vào một thực tế khó tin đã xảy ra với một cô gái 19 tuổi. Phim được phát hành vào ngày 8 tháng 6, 2022 tại các rạp ở Hàn Quốc.
Phim được công chiếu chính thức tại Việt Nam từ ngày 29 tháng 7, 2022.

## Nội dung chính
Ở tuổi 19, thay vì đến trường như bao bạn bè đồng trang lứa, Yoon-yeong phải nỗ lực hết mình để đi làm thêm kiếm tiền. Khao khát một cuộc sống tốt đẹp hơn cho mình và người mẹ khiếm thính, Yoon-yeong đặt mục tiêu thi đỗ kỳ thi công chức lên trên hết. Bất ngờ và trớ trêu thay, một sự cố khủng khiếp xảy ra, biến Yoon-yeong từ nạn nhân đáng thương trở thành kẻ giết người. Trong thời điểm tuyệt vọng và bất lực nhất, Yoon-yeong đã gặp những người chị em trong phòng giam số 10. Đằng sau mỗi người là một câu chuyện khác nhau, nhưng họ đã trao nhau tình yêu thương và niềm hy vọng để cùng hướng về một tương lai tươi sáng ngoài song sắt nhà tù.

## Dàn diễn viên
- Hong Ye-ji vai Yoon-young

Một cô gái 19 tuổi bị bỏ tù vì tội giết người. Từ một nạn nhân đáng thương trở thành một kẻ thủ ác bất đắc dĩ...
- Kim Ji-young vai Kyung-sook, người mẹ khiếm thính của Yoon-young.
- Kim Mi-hwa vai Soon-je

Chị đại phòng giam số 10 rất thích đọc sách, cầu nguyện, và là người sống theo chủ nghĩa hòa bình. Nhưng có thể thẳng thừng ra tay với những kẻ dám đụng vào gia đình và hội chị em của mình.
- Hwang Seok-jeong vai Li-la

Một tin tặc nhà tù
- Shin Eun-jung vai Seon-su

Một tù nhân gương mẫu, thích đọc sách, luôn sống theo chủ nghĩa nguyên tắc.
- Jeon So-min vai Jang-mi

Tù nhân ngoại tình cuối cùng bị bắt trước khi bị hủy bỏ luật ngoại tình
- Yoon Mi-kyung vai Sa-rang

Mắc chứng rối loạn kiểm soát cơn giận, nhưng ẩn sau đó cô là một người trầm tính với quá khứ về gia đình đầy đau buồn không biết chia sẻ cùng ai.
- Kim Do-yeon vai người canh gác nhà tù[6]
- Jung In-gi vai người cai ngục[7]
- Seo Jin-won vai thẩm phán[8]
- Hong Seo-joon[9]

## Sản xuất
Quay phim chính bắt đầu vào ngày 25 tháng 5, 2021 tại Paju, Gyeonggi.